# دايفيد غور
دايفيد غور (بالإنجليزية: David Gore)‏ (و. 1996 – م) هو ممثل، من الولايات المتحدة الأمريكية، ولد في هوليوود، كاليفورنيا.

## وصلات خارجية
- دايفيد غور على موقع IMDb (الإنجليزية)
- دايفيد غور على موقع ألو سيني (الفرنسية)
- دايفيد غور على موقع أول موفي (الإنجليزية)
- دايفيد غور على موقع قاعدة بيانات الفيلم (الإنجليزية)
- دايفيد غور على موقع كينوبويسك (الروسية)